# 纳萨尔派

納薩爾派活动的地区（2013年）

纳萨尔派（英語：Naxalite或Naxal）是对印度各拥护毛主义的个人和组织的总称，目前，最大的纳萨尔派组织是印度共产党（毛主义）。纳萨尔派得名于西孟加拉邦大吉岭县纳萨尔巴里村。1967年于此爆发了纳萨尔巴里起义，纳萨尔毛派叛乱由此开始。印度共产党（马克思主义）内部主张武装斗争的一派在纳萨尔巴里起义爆发后脱党，成立印度共产党（马列），后分裂成多个互不统属的政党和组织，其中印度共产党（马列）人民战争坚持武装斗争并演化为印度共产党（毛主义），而印度共产党（马列）解放、印度共产党（马列）新民主等则处于合法状态。
纳萨尔派最初主要活动于西孟加拉邦。后来，该运动在印度中东部的欠发达农村地区得到发展，比如恰蒂斯加尔邦和安得拉邦。
2005年中国驻印度大使孙玉玺在一次采访中提到“我们也纳闷为什么他们自称毛主义者。我们不喜欢。……但是他们与中国政府没有任何关系”。
“城市纳萨尔派”（Urban Naxals）一词自2018年开始流行。该词本用于描述反建制抗议者和其他持不同政见者，警方声称被捕的活动家与印度共产党（毛主义）有联系。该词后来也被印度人民党领导人用于批评莫迪政府，成为政治贬义词。